# عبد الرضا رحماني فضلي
عبد الرضا رحماني فضلي (بالفارسية: عبدالرضا رحمانی فضلی) من مواليد 1959مـ هو سياسي أصولي إيراني، ووزير الداخلية السابق في حكومة الرئيس روحاني. وكان رئيسا للمحكمة العليا لمراجعة الحسابات من 2008 إلى 2013.